# 48 (число)
48 (со́рок ві́сім) — натуральне число між 47 і 49.

## Математика
- Найменше число, що має 10 дільників.
- Число харшад — число, що ділиться на суму своїх цифр.
- Надлишкове число.

## Дати
- 48 рік
- 48 рік до н. е.

## Хімія
48 є атомним номером кадмію.